# Eday (Gemeinde)

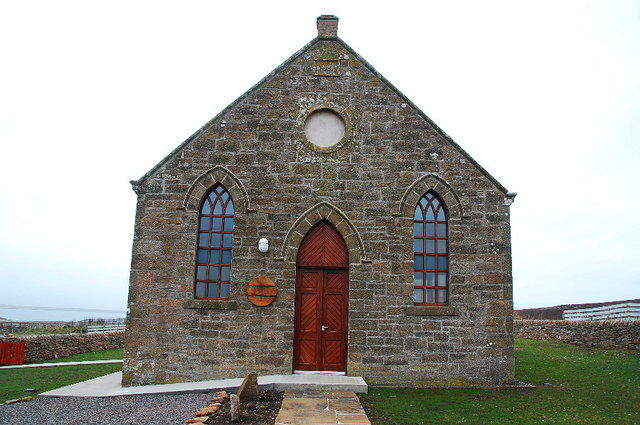
Versammlungshalle in Eday

Eday ist eine Gemeinde (Community Council Area) auf den Orkneyinseln im Norden von Schottland. Hervorgegangen ist sie aus einer historischen Verwaltungseinheit (Civil Parish), deren Gebiet im Wesentlichen die Insel Eday umfasst. Hinzu kommen Calf of Eday, Faray, Little Green Holm, Muckle Green Holm, Red Holm und Rusk Holm. Größere Orte auf Orkney sind Stromness, etwa 39 Kilometer entfernt im Südwesten, sowie Kirkwall, etwa 25 Kilometer entfernt in derselben Richtung. Unter den zugehörigen Ortschaften sind Backaland und Carrick.
Ende des 20. Jahrhunderts wurde das Civil Parish in eine Community Council Area umgewandelt. 